# Mythimna bicolor
Mythimna bicolor là một loài bướm đêm trong họ Noctuidae.